# Drummond (Idaho)
Drummond és una població dels Estats Units a l'estat d'Idaho. Segons el cens del 2000 tenia 15 habitants.

## Demografia
Segons el cens del 2000, Drummond tenia 15 habitants, 7 habitatges, i 3 famílies. La densitat de població era de 52,7 habitants/km².
Per edats la població es repartia de la següent manera: un 6,7% tenia menys de 18 anys, un 20% entre 18 i 24, un 33,3% entre 25 i 44, un 26,7% de 45 a 60 i un 13,3% 65 anys o més.
L'edat mediana era de 42 anys. Per cada 100 dones de 18 o més anys hi havia 133,3 homes.
La renda mediana per habitatge era de 12.500 $ i la renda mediana per família de 52.917 $. Els homes tenien una renda mediana de 36.250 $ mentre que les dones 0 $. La renda per capita de la població era de 15.164 $. Cap de les famílies i el 35,7% de la població estaven per davall del llindar de pobresa.

## Poblacions properes
El següent diagrama mostra les poblacions més properes.